# Matthias von Sittard
Matthias von Sittard OP (auch: Zittardus, Citardus, Citharius, ursprünglicher Familienname: Esche; * 22. Februar 1522 in Sittard/NL; † 31. Oktober 1566 – Sterbeort unbekannt; Daten laut BBKL) war ein dominikanischer Theologe, Schriftsteller und kaiserlicher Hofprediger.

## Leben und Wirken
Matthias von Sittard entstammte einer niederrheinischen Familie aus der Stadt Sittard, die damals zum Herzogtum Jülich gehörte (heute zur Provinz Limburg, Niederlande) und nach der er auch seinen Familiennamen erhielt. Sein Vater siedelte bald nach Matthias’ Geburt nach Aachen über, so dass Matthias dort seine Gymnasialzeit verbrachte und anschließend um 1538 als Novize in das Dominikanerkloster Aachen in der heutigen Jakobstraße eintrat. Hier begann er sein Theologiestudium, setzte dies an verschiedenen Universitäten fort und schloss mit dem Doktor der Theologie ab. Sittard zeichnete sich darüber hinaus durch eine hervorragende Rhetorik aus, so dass er nach dem Studium an seinem Aachener Ordenshaus als Prediger übernommen wurde.
Sittard machte in der Zeit der Reformationsbewegung durch ein Festhalten am alten katholischen Glauben auf sich aufmerksam und wurde deshalb von Herzog Wilhelm V., dem Reichen, von Jülich zum Hofprediger ernannt. In dieser Funktion wurde er im Jahr 1557 zum Wormser Religionsgespräch entsandt, wo er sich als einer der Hauptwortführer für die katholische Tradition zeigte. Dies beeindruckte Kaiser Ferdinand I., der ihn daraufhin zwei Jahre später zu seinem kaiserlichen Hofprediger und ab 1561 auch zu seinem persönlichen Beichtvater berief. In dieser Funktion und als Berater begleitete Sittard im Jahr 1563 Ferdinand I. zur 23. bis 25. Sitzung des Trienter Konzils, die in Innsbruck stattfand. Hierauf belohnte der Kaiser ihn für seine Verdienste, seine aufrechte Haltung und seine Loyalität mit einer Rente von 300 Kaisergulden an Anteilen auf die Salzbergwerke im Inntal sowie mit der Übertragung der Propstei von Leitmeritz. In alter Zuneigung und Verbundenheit vermachte Sittard seiner Heimatstadt Aachen und dessen Dominikanerkloster aus seinem neuen Vermögen eine Spende in Höhe von 2000 Gulden und einen Teil seiner fortlaufenden Rente.
Nach dem Tod Ferdinands I. übernahm dessen Sohn und Nachfolger Maximilian II. Matthias Sittard ebenfalls als Hofprediger und Berater, da er ihn bereits durch dessen beeindruckende Predigt im Rahmen seiner eigenen Königskrönung 1562 besonders schätzen gelernt hatte. Diese Position behielt Sittard bis zu seinem Tod im Jahr 1566.
Sittards Verdienste lagen besonders darin, dass er trotz seiner strikten Haltung gegen die Lutheraner stets auf Vermittlung und Sicherung des Reichsfriedens bedacht war. Allerdings wurde diese irenische Haltung weder von den Calvinisten noch von den radikalen Vertretern seiner eigenen Religion, wie zum Beispiel den Jesuiten, besonders gewürdigt. Wie bereits oben beschrieben und von Petrus Canisius bezeugt, hatte Sittard aber dabei großen Einfluss auf den Kaiser und zählte zu den bedeutendsten Kanzelrednern seiner Zeit.
Matthias Sittard hatte noch einen Bruder, Leonhard von Zittardus († 1569), der ebenfalls dem Dominikanerorden beigetreten war und 1563 zum Weihbischof in Mainz mit dem Titularbistum Missene geweiht wurde.

## Schriften (Auswahl)
Für eine vollständige Übersicht der erhaltenen Drucke siehe das Verzeichnis der im deutschen Sprachbereich erschienenen Drucke des 16. Jahrhunderts
- Assertio catholicae religionis, Köln 1542
- Christl. gute Predigt an S. Matthei tag, durch den Erwirdigen Herrn P. M.Z. Fürstl. Hoffpredigern zu Jülich gethan im Domstifft Wormbs. In synodo Colloquii Anno 1557, Mainz 1557
- Sermo de processione cum sacrosancta Eucharistia, quae celebrari consuevit Feria quinta proxima post festum sanctissimae Trinitatis: habito a R.P. M.C., 1563
- Pia Adhortatio ad omnigenas peccatores, ne correctionem vitae procrastinent atque differant ... Ex variis concionibus Reverendi et pii Patris D. M.C. ... collecta ... Volcmaro Chytraeo, 1565
- (Ein) Zwo Christliche Tröstliche Predigt uber u. bey der fürgestellten, eingesarckten Leich des ... Khaysers Ferdinandi, 1565
- Christliche Gebett auff alle Sontag und Fest durchs gantze Jahr, 1565
- Concio de supplicatione seu processione cum gestatione sacrosanctae Eucharistae, Venedig 1567
- Homiliae seu conciones 27 in priorem Epistolam Joannis apostoli in aulam Ferdinandi ceasaris habitae germanicae, Köln 1571